# Pionierbaumart
Pionierbaumarten sind die ersten Baumarten, die als Pionierpflanzen Freiflächen (Kahlschläge, Brandflächen u. Ä.) besiedeln. 
Arten:
- Hänge-Birke (Betula pendula)
- Wald-Kiefer (Pinus sylvestris)
- Schwarz-Erle (Alnus glutinosa)
- Salweide (Salix caprea)
- Eberesche (Sorbus aucuparia)
- Europäische Lärche (Larix decidua)
- Espe (Populus tremula)

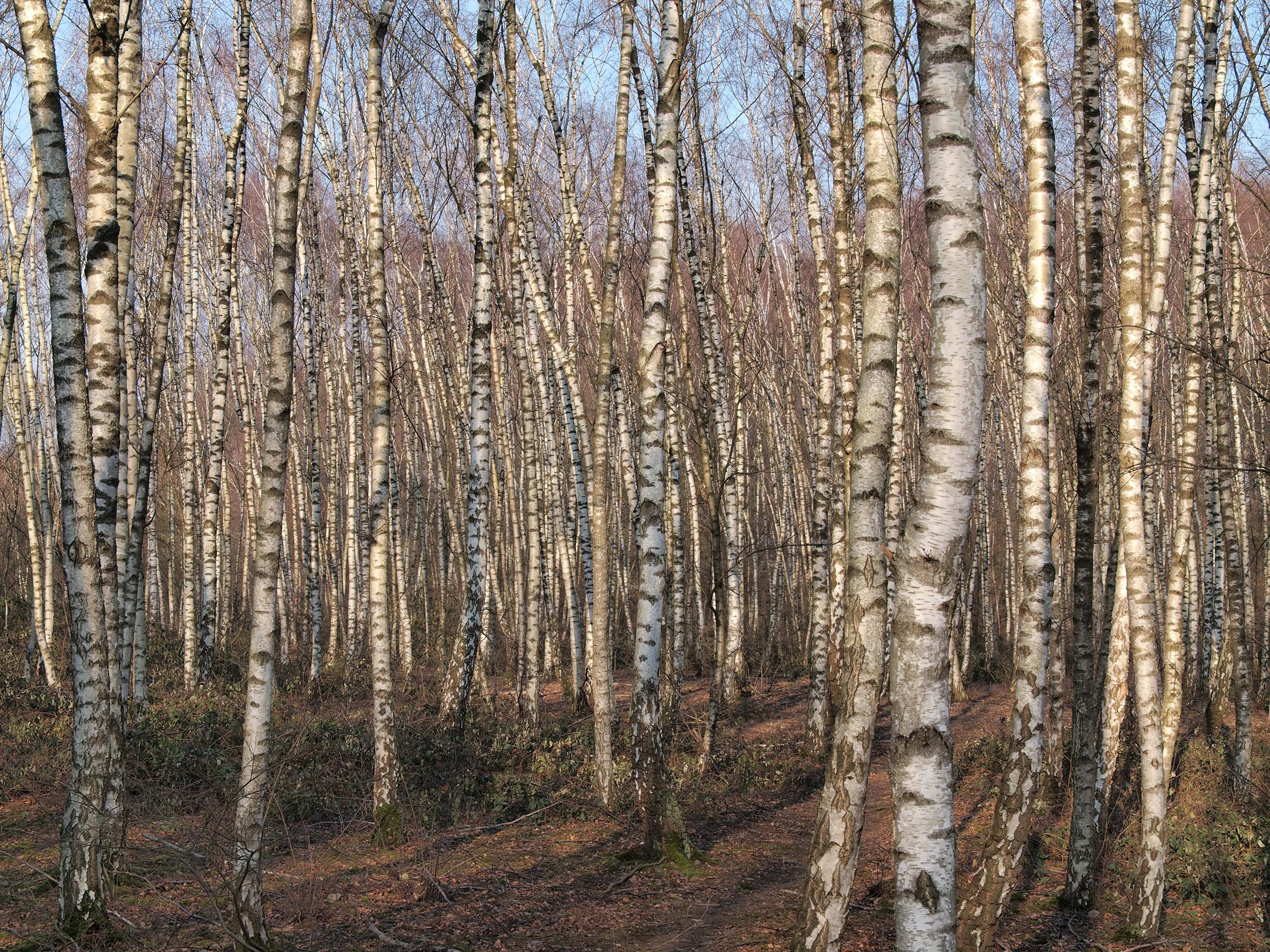
Birken auf einer Bergehalde in Herne

Allgemeine Eigenschaften von Pionierbaumarten:
- hauptsächlich windbestäubte (anemogame) Arten, Blühreife in niedrigem Alter
- Produktion vieler leichter Samen, die vom Wind weit verbreitet werden können
- Samen langzeitig im Boden keimfähig
- Frühe, häufige Fruktifikation
- rasch wachsend, aber geringe Lebenserwartung (um 100 Jahre)
- es handelt sich meist um Lichtbaumarten mit geringer Schattentoleranz
- besitzen eine geringe Konkurrenzkraft
- hohe Resistenz gegenüber Klimaextremen
- geringe Standortsansprüche
- Blattanordnung mehrschichtig